# Yppenviertel

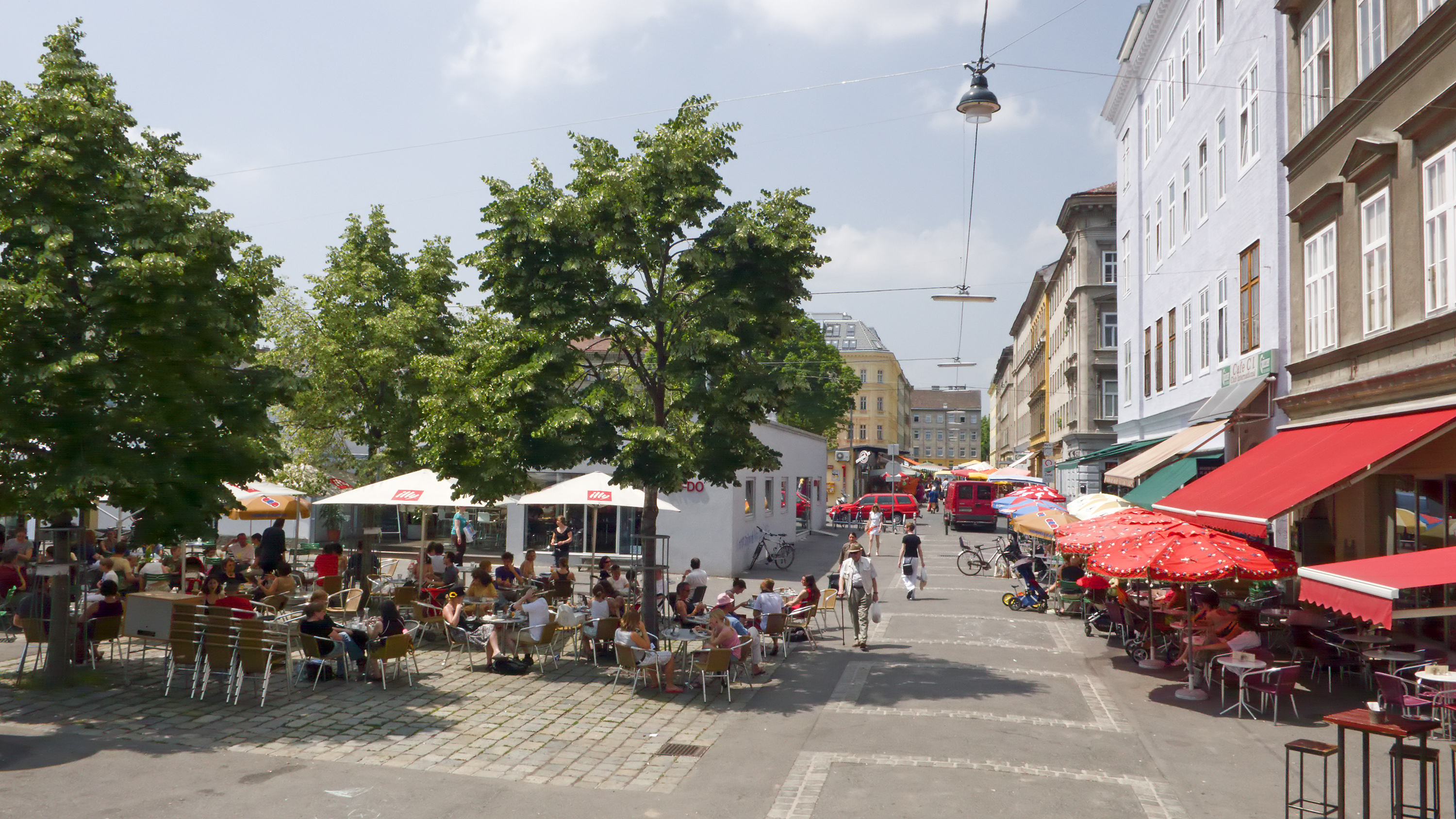
Piazza beim Yppenplatz, frühes 21. Jh.

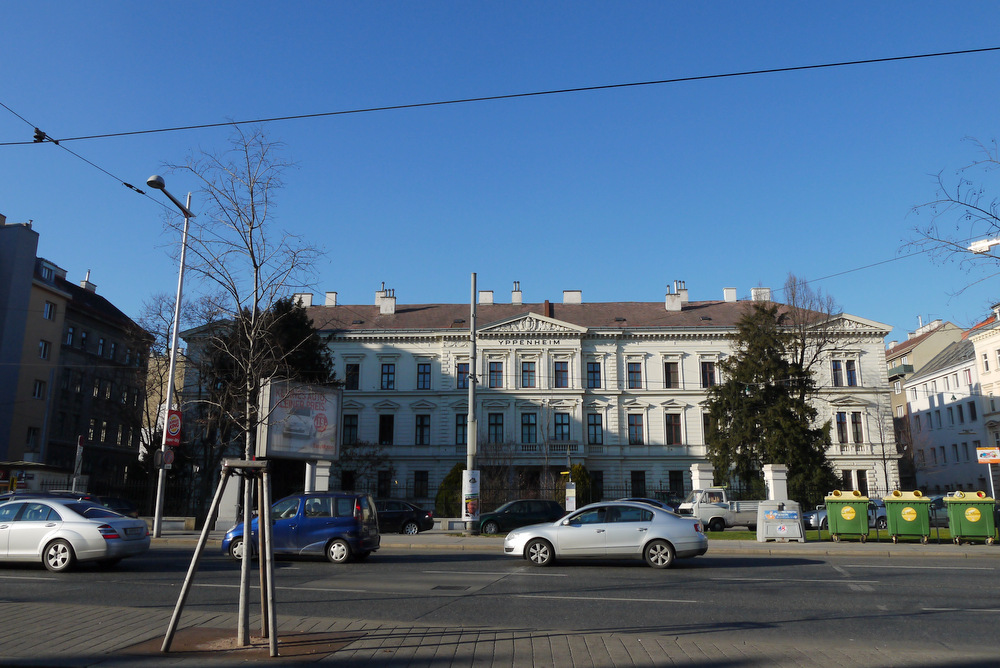
Das Yppenheim aus den 1870er Jahren.

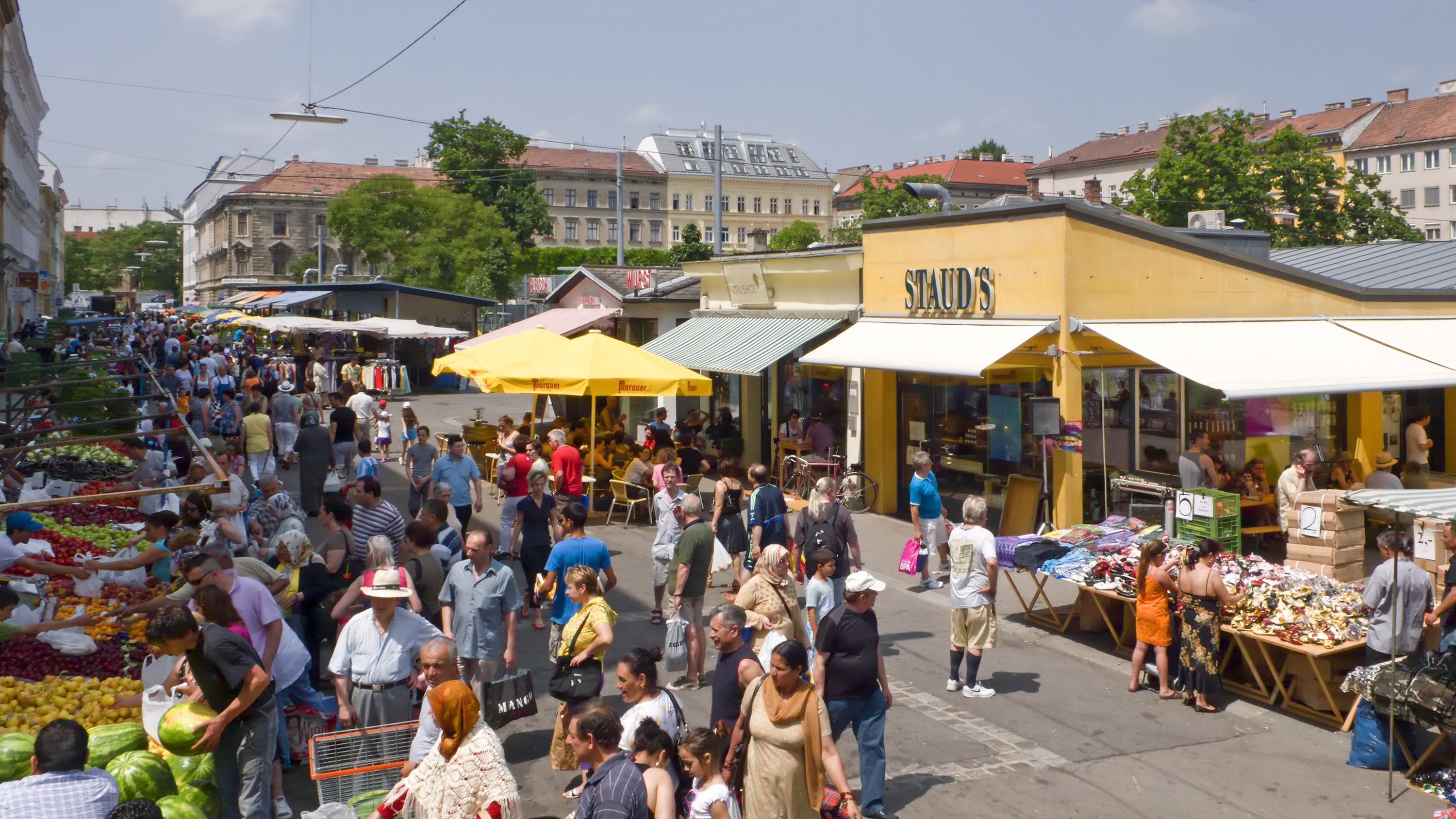
Samstagsmarkt am Südrand des Yppenplatzes.

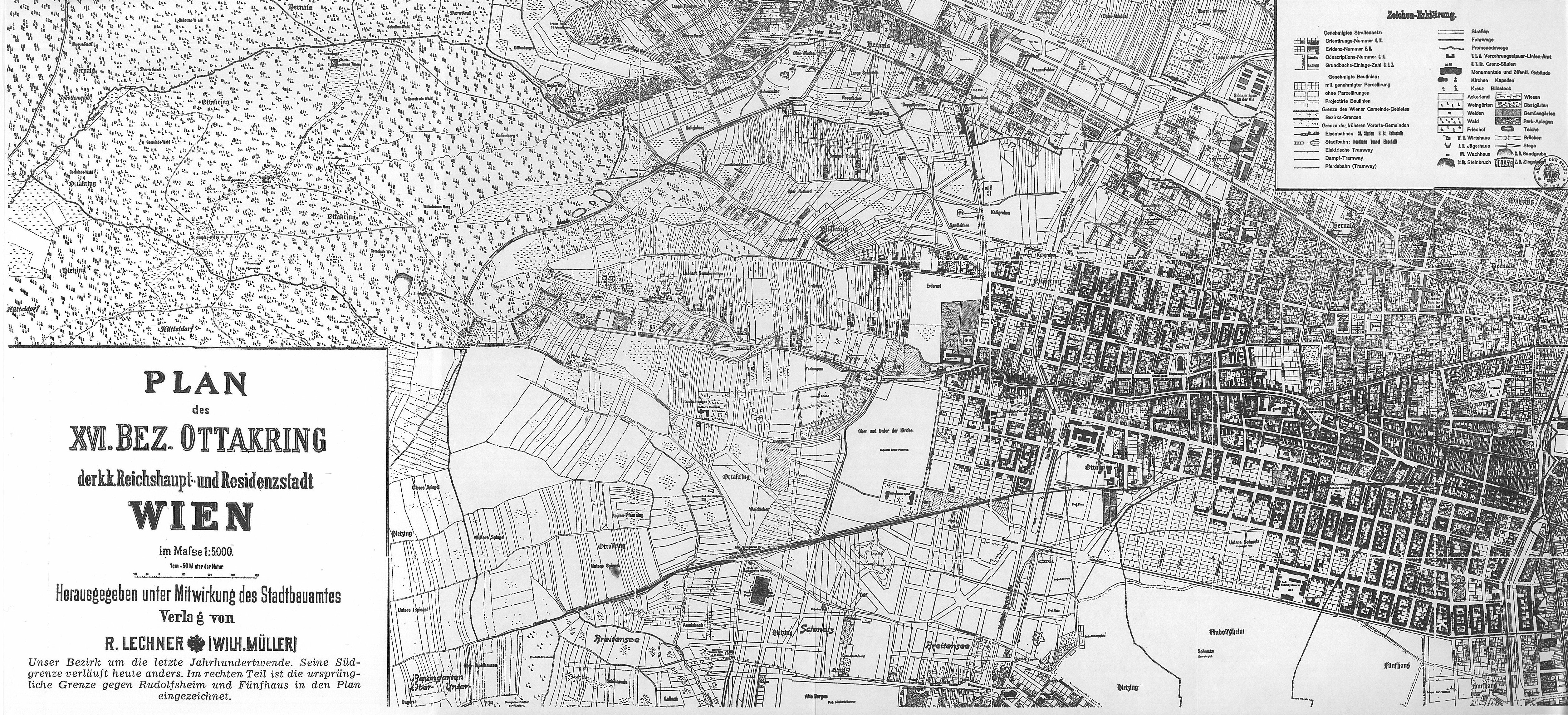
Der Yppenplatz mit Markt und Park in Ottakring auf einer Karte aus dem Jahr 1892.

Das Yppenviertel (auch Yppenplatzviertel) ist ein Grätzl im 16. und 17. Wiener Gemeindebezirk. Es entstand in der zweiten Hälfte des 19. Jahrhunderts in einem damals noch großteils unverbauten Gebiet zwischen den Wiener Vororten (heute Katastralgemeinden) Neulerchenfeld und Hernals.

## Gebiet und Bewohner
Als Yppenviertel im engeren Sinne kann das 13 Häuserblocks und einen Platz umfassende Gebiet zwischen Hubergasse, Ottakringer Straße, Friedmanngasse und Hernalser Gürtel bezeichnet werden, in dem 2001 3447 Einwohner gezählt wurden. Das weitere Umfeld umfasst die beiden Zählbezirke Neulerchenfeld und Alt-Hernals, die 2001 gemeinsam 25.041 Einwohner hatten, Tendenz steigend. Galt das Viertel um den Yppenplatz, der sich in der Mitte dieser beiden Zählbezirke befindet, in den 80er Jahren noch als von Überalterung und einem hohen Migrantenanteil gekennzeichnet, gilt es mittlerweile als Beispiel für die Gentrifizierung abgewohnter Gründerzeitgrätzl in den zentrumsnahen Bereichen Wiens.

## Name und Geschichte des Gebiets
Yppenplatz, -markt und -viertel sind nach dem österreichisch-niederländischen Feldherrn Simon Freiherr van Yppen benannt, der 1762 den aus drei Gebäuden bestehenden Schellhammerhof mit den zugehörigen Äckern zwischen Friedmanngasse und Ottakringer Straße erwarb. Van Yppen stiftete das Gebiet dem Militärinvalideninstitut mit der Auflage, die Gebäude für die Unterbringung von Kriegsinvaliden zu nutzen. Das Gebiet wurde schließlich als Exerzierplatz genutzt. Als dieser 1872 aufgelöst und das parzellierte Areal zur Verbauung freigegeben wurde, kam es zum Neubau eines „Yppenheim“ genannten Militärinvalidenhauses, das auch heute noch besteht. Seit 1958 dient es allerdings als Wohnhaus für Angehörige des österreichischen Bundesheeres.
Der Exerzierplatz war zum Zeitpunkt seiner Auflösung bereits von einer urbanisierten Vorstadtlandschaft umschlossen. Das Gebiet wurde großteils zwischen 1875 und 1890 mit Zinshäusern für Niedrigverdiener verbaut. Die zentral gelegenen Parzellen wurden allerdings von der Gemeinde Ottakring erworben, um darin einen Viktualienmarkt zu errichten, der dem Brunnenmarkt in der Nachbargemeinde Neulerchenfeld Konkurrenz machen sollte. Als 1892 beide Vororte zum Wiener Gemeindebezirk Ottakring vereinigt wurden, wurde ihre alte Rivalenstellung beendet, die Verwaltung der Märkte in Brunnengasse und Yppenplatz dem Wiener Marktamt unterstellt. Auch der Thaliamarkt bzw. der Detailmarkt vor der Pfarrkirche Neulerchenfeld wurde auf den Platz verlegt. Um 1910 kam es zu einer Neuerrichtung eines Großmarkts samt neuem Marktamt. Nach den Zerstörungen des Zweiten Weltkriegs wurden viele Großhandelsstände in massiver Bauweise neu errichtet. Infolge des Großbrands des Jahres 1972 wurde der Yppenmarkt als Großmarkt aufgelassen und zählt seither als Kleinmarkt, obwohl nach wie vor Großhandel betrieben wird. Danach kam es zu einem Zusammenwachsen mit dem benachbarten Brunnenmarkt zum längsten Straßenmarkt Wiens. Die offizielle Zusammenlegung von Yppenmarkt und Brunnenmarkt folgte allerdings erst 2008.
Brunnenmarkt und Yppenviertel waren Drehort verschiedener Filme, unter anderem von Kebab mit Alles (2011), CopStories (seit 2013), Die Freischwimmerin (2014), Planet Ottakring (2015) und Kebab extra scharf! (2017). 2014 wurde der Brunnenmarkt mit Yppenplatz in der ORF-Fernsehsendung 9 Plätze – 9 Schätze zum Wiener Landessieger gewählt.

## Niedergang und Umstrukturierung
Das Gebiet um den Yppenplatz galt in den 1970er und 80er Jahren als Problemgebiet, bedingt durch den Niedergang des Markts, die Verschlechterung der Bausubstanz und sozialen Problemen in seinem Umfeld. Eine städtebauliche Studie aus dem Jahre 1993 sah sogar einen Abriss der bestehenden Lagerhallen und ein siebengeschoßigen Wohnneubau mit 100 Wohnungen, Büros, Tiefgarage und Markthalle vor. Die Verunsicherung der Anrainer und Geschäftsleute durch die diskutierten Großvorhaben führte 1995 zur Gründung des Vereins Forum Yppenplatz. Bis 1999 wurde im Rahmen des durch die EU konfinanzierten Projekts Gürtel Plus eine Umgestaltungsprojekt mit Bürgerbeteiligung erarbeitet, das die Themenfelder Freiraumgestaltung, Marktkonzept, Verkehrsorganisation und Kultur/Soziales berücksichtigte. Es kam zu einer fußgängerfreundlichen Umgestaltung des Yppenplatzes, die verschiedene Nutzungen durch verschiedene Gruppen vorsah. Der Bauernmarkt wurde in den Bereich des Platzes (Süd-, West- und Nordrand, samstags) verlegt; am Nordostrand kam es zur Ausgestaltung einer Piazza, um welche sich schließlich gastronomische Angebote gruppierten. Der Plan einer Tiefgarage wurde aus Kostengründen gestrichen, wie auch – zumindest mittelfristig – die Einbeziehung des unter dem Platz gelegenen Bunkers für bis zu 300 Menschen in längerfristige Nutzungskonzepte. Mit der Brunnenpassage wurde ein Kunst- und Kulturraum eingerichtet, das sich bei Anrainern und Grätzlfremden großer Beliebtheit erfreut.

## Neugestaltung Ottakringer Straße
2012/3 wurde auch die Ottakring und Hernals trennende Ottakringer Straße im Bereich des Yppenviertels umgestaltet. Das sollte einen Imagewandel des häufig als „gefährlichste Straße Wiens“ und „Balkanmeile“ bezeichneten Verkehrskörpers durch eine Attraktivierung durch mehr Freiräume, mehr Grün, mehr Lebensqualität und mehr Sicherheit für Fußgänger und Radfahrer unterstreichen. Neben durchgezogenen Gehsteigen und Radwegen, wurden neue Aufenthaltsbereiche mit Sitzbänken und Pflanztrögen möbliert. Vorhandene Schanigärten wurden berücksichtigt, 25 neue Bäume gepflanzt. Die Neugestaltung ging mit dem Ausbau des Fernwärmenetzes zwischen Gürtel und Steinergasse einher. Für den Straßenrückbau konnten erneut EU-Mittel lukriert werden. Die anrainende Bevölkerung wurde ab 2011 in die Planungen einbezogen. Ein großes Eröffnungsfest fand am 6. September 2013 statt.